# 22 (Lily-Allen-Lied)
22 ist ein Lied der britischen Popsängerin Lily Allen. Es wurde im August 2009 als vierte Singleauskopplung aus Allens zweitem Studioalbum It’s Not Me, It’s You veröffentlicht.

## Entstehung und Veröffentlichung
Geschrieben wurde das Lied von der Interpretin selbst, zusammen mit Greg Kurstin. Dieser zeichnete wiederum auch für die Produktion verantwortlich.
Die Erstveröffentlichung von 22 erfolgte am 6. Februar 2009 als Teil von It’s Not Me, It’s You bei Regal Records (Katalognummer: 6942752), dem zweiten Studioalbum von Lily Allen. Am 27. Juli 2009 erschien das Lied zunächst als Promo-Single sowie schließlich am 24. August 2009 als offizielle Single aus dem Album. Diese erschien als Download, 2-Track-CD-Single mit einem Remix zu Not Fair als B-Seite (Katalognummer: REG 154CD) sowie als 7″-Picture-Single mit einem Remix von 22 als B-Seite (Katalognummer: REG 154).

## Inhalt
Im Lied geht es um eine 22-jährige Frau, deren Zukunft gut aussieht. Aber jetzt ist sie fast 30 und verliert ihr Leben aus dem Augen, indem sie jede Nacht ausgeht und nur One-Night-Stands statt einen festen Freundes bekommt.

„It’s sad, but it’s true, how society says,

her life is already over

There’s nothing to do and there’s nothing to say“

## Musikvideo
Das Musikvideo zu 22 erschien am 12. Juli 2009 gedreht, Regie führte Jake Scott.

## Kommerzieller Erfolg

### Chartplatzierungen
| ChartsChartplatzierungen     | Höchstplatzierung | Wochen |
| ---------------------------- | ----------------- | ------ |
| Deutschland (GfK)            | 85 (1 Wo.)        | 1      |
| Österreich (Ö3)              | 54 (5 Wo.)        | 5      |
| Schweiz (IFPI)               | 71 (1 Wo.)        | 1      |
| Vereinigtes Königreich (OCC) | 14 (12 Wo.)       | 12     |

### Auszeichnungen für Musikverkäufe
| Land/Region                  | Auszeichnungen für Musikverkäufe (Land/Region, Auszeichnung, Verkäufe) | Verkäufe |
| ---------------------------- | ---------------------------------------------------------------------- | -------- |
| Australien (ARIA)            | Gold                                                                   | 35.000   |
| Vereinigtes Königreich (BPI) | Silber                                                                 | 200.000  |
| Insgesamt                    | 1× Silber · 1× Gold · × Platin ·                                       | 235.000  |